# Piero Chiara

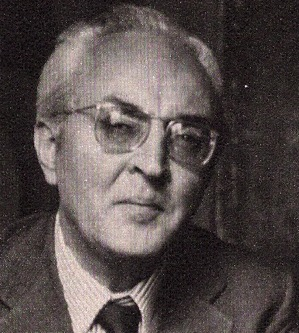
Piero Chiara, 1971

Piero Chiara (* 23. März 1913 in Luino; † 31. Dezember 1986 in Varese) war ein italienischer Schriftsteller.

## Leben
Chiara studierte Jura, arbeitete zwischendurch als Fotograf und kam auf Arbeitssuche bis nach Frankreich. Viele Jahre war er in verschiedenen Gegenden Italiens als Justizbeamter und in der Finanzverwaltung tätig. 1943 wurde er von einem faschistischen Gericht wegen „subversiver Tätigkeit“ verurteilt und flüchtete in die Schweiz. Hier unterrichtete er am italienischen Lyzeum in Zug.
Nach dem Krieg wirkte er als Journalist und Übersetzer. 1958 veröffentlichte Chiara in der Zeitschrift Gaffe zwei Erzählungen, die er zu dem 1962 erschienenen humorvollen Roman über das lombardische Kleinstadtdasein II piatto piange (etwa: Der weinende Teller) verarbeitete. Das Echo ermutigte ihn zum Weiterschreiben. Zwei Jahre später erschien Die Teilung und wurde sehr bald zu einem großen Erfolg, auch als Film unter dem Titel Schwestern teilen alles. Ein 1965 publiziertes Buch über Sizilien, das autobiographische Züge trägt, erhielt den Charles-Veillon-Preis. Neben seiner schriftstellerischen Tätigkeit ist Chiara auch als Herausgeber von Anthologien und klassischen Werken hervorgetreten.
Zu Ehren Piero Chiaras wurde nach seinem Tod der Literaturpreis Premio Chiara ins Leben gerufen, der seit 1989 jährlich vergeben wird.

## Werke
- Incantavi, 1945
- Itinerario svizzero, 1950
- Quarta generazione, 1954
- Dolore del tempo, 1959
- Il piatto piange, 1962
- Mi fo coraggio da me, 1963
- La Spartizione (1964, dt. Die Teilung)
- Con la faccia per terra (1965)
- Il Ballordo (1967, dt. Der brave Riesenpinsel)
- L’uovo al cianuro e altre stone (1969)
- II giovedì della signora Giulia (1970)
- II pretore di Cuvio (1973)
- Sotto la sua mano (1974)
- Il cappotto di astrakan (1978, dt. Der Astrachanmantel)
- La stanza del vescovo (Das Zimmer in der Villa Cleofe; dt. 1979)
- Vita di Gabriele D’Annunzio, 1978
- La macchina volante, 1978
- Una spina nel cuore, 1979
- I re magi ad Astano, 1979
- Ora ti conto un fatto, 1980
- Le avventure di Pierino al mercato di Luino, 1980
- Helvetia salve!, 1981
- I popoli chi nato sia non sanno, 1981
- 40 storie di Piero Chiara negli elzeviri del “Corriere”, 1983
- Il “Decameron” in 10 novelle, 1984
- Prato nella vita e nell'arte di Gabriele D’Annunzio, 1985
- La povera Iride, 1987
- Pierino non farne più!, 1987
- Racconto di Natale, 1987
- Fatti e misfatti, 1988
- Tre racconti, 1989
- Sale e tabacchi, 1989

## Verfilmungen
- 1970: Schwestern teilen alles (Venga a prendere il caffè da noi)
- 1977: Das rote Zimmer (La stanza del vescovo)

## Belege
1. ↑  Storia. Premio Chiara, abgerufen am 25. Mai 2020 (italienisch).

| Personendaten    | Personendaten                |
| ---------------- | ---------------------------- |
| NAME             | Chiara, Piero                |
| KURZBESCHREIBUNG | italienischer Schriftsteller |
| GEBURTSDATUM     | 23. März 1913                |
| GEBURTSORT       | Luino in der Lombardei       |
| STERBEDATUM      | 31. Dezember 1986            |
| STERBEORT        | Varese                       |